# آب‌انبار شهر کهنه قوچان
آب‌انبار شهر کهنه قوچان مربوط به دوره قاجار است و در شهرستان قوچان، شهرکهنه، کوچه بازار، مقابل مجموعه امامزاده سلطان ابراهیم واقع شده و این اثر در تاریخ ۶ مهر ۱۳۸۴ با شمارهٔ ثبت ۱۳۴۲۸ به‌عنوان یکی از آثار ملی ایران به ثبت رسیده است.